# 5-ös busz (Sárvár)
A sárvári 5-ös jelzésű autóbusz az Autóbusz-állomás és a Rábasömjén, felső megállóhelyek között közlekedik. A vonalat a Vasi Volán Zrt. üzemelteti.
Autóbusz-állomás - Laktanya utca - Soproni utca - Vásártér - Batthyány utca - Hunyadi János utca - Selyemgyár utca - Ipar telep - Rábasömjéni utca - Rábasömjén, felső
| Megállóhely neve               |
| ------------------------------ |
| Autóbusz-állomás               |
| Szolgáltatóház                 |
| Vasútállomás                   |
| RÁBA Gyár                      |
| Rábasömjén, autóbusz-váróterem |
| Rábasömjén, felső              |

A vonal forgalmát a 6790 Sárvár – Ölbő – Pósfa helyközi gyűjtő mezőben közlekedő autóbuszok látják el.